# Chorthippus grahami
Chorthippus grahami är en insektsart som beskrevs av Chang, K.S.F. 1937. Chorthippus grahami ingår i släktet Chorthippus och familjen gräshoppor. Inga underarter finns listade i Catalogue of Life.